# Галилееви спътници
Галилееви луни или Галилееви спътници се наричат четирите от 79 естествени спътника на планетата Юпитер, открити от Галилео Галилей на 7 януари 1610 година или няколко дни по-рано. Те са най-големите от всички спътници на планетата. Те са видими дори със сравнително слаб телескоп. Имената на четирите луни са Европа, Ганимед, Калисто и Йо. Луните Европа, Ганимед и Калисто са от океански тип, а Йо е от вулканичен тип.
Орбитите на Йо, Европа и Ганимед са в резонанс на Лаплас – за всеки четири орбити на Йо, Европа прави две, а Ганимед прави точно една. Този ефект разтегля техните орбити във форма на елипси. Приливните сили на Юпитер от друга страна се стремят да направят орбитите на неговите спътници по-близки до кръгови. Когато са близко до Юпитер, гравитацията на планетатагигант деформира спътниците в елипсоидна форма, позволявайки им да възстановят сферичната си форма само, когато са по-далече него. Тези цикли водят до нагряване във вътрешността на спътниците, най-силно на Йо и по-слабо на Европа. Йо е небесното тяло с най-силна вулканична активност в Слънчевата система.
- Йо е най-вътрешния от четирите Галилееви спътници на Юпитер и един от най-големите спътници в Слънчевата система. Първият от Галилеевите спътници, Йо, по размери превъзхожда Луната. Има атмосфера и йоносфера, състояща се основно от йони на сярата и натрия. Много силна вулканична дейност (по-голяма от земната). Размерите на вулканичните кратери достигат стотици километри, макар и с неголяма височина. Само в полярната област на Йо има вулкани, високи около 10 км. Изригванията на сяра от тях достигат до 250 км. Диаметър му е 3643 km, маса – 8,93 × 1022, среден орбитален радиус – 421 800 km и орбитален период – 1,77 дни.

- Европа е четвъртият по големина естествен спътник на Юпитер и най-малкия от четирите Галилееви луни. Диаметърът му е 3122 km, маса 4,8 × 1022, среден орбитален радиус 6 – 71 100 km и орбитален период – 3,55 дни.

- Ганимед е най-големият спътник в Слънчевата система, с радиус по-голям от този на Меркурий и на Плутон (но с двойно по-малка маса). Диаметър му е 5262 km, маса 1.48 × 1023, среден орбитален радиус 1 070 400 km и орбитален период 7,16 дни.

- Калисто е вторият по големина естествен спътник на Юпитер и третия в Слънчевата система. Диаметър му е 4821 km, маса – 1.08 × 1023, среден орбитален радиус – 1 882 700 km и орбитален период – 16,69 дни.

Йо, Европа и Калисто са имена на любовници на Зевс, върховен бог от древногръцката митология, съответстващ на бога Юпитер в римската митология.
Първият от Галилеевите спътници, Йо, по размери превъзхожда Луната. Има атмосфера и йоносфера, състояща се основно от йони на сярата и натрия. Много силна вулканична дейност (по-голяма от земната). Размерите на вулканичните кратери достигат стотици километри, макар и с неголяма височина. Само в полярната област на Йо има вулкани, високи около 10 км. Изригванията на сяра от тях достигат до 250к
Европа е била финикийска благородничка, дъщеря на финикийския цар Агенор. Похитена е от Зевс и е пренесена на остров Крит. По-късно, тя става кралица на острова.
Калисто е нимфа от Аркадия. Превърната е в мечка от ревнивата жена на Зевс – богинята Хера.
Ганимед е името на сина на троянския цар Трос и нимфата Калироя от древногръцката митология, който е бил най-красивия сред смъртните.
Имената на спътниците са предложени от Симон Мариус скоро след откриването им, но не са използвани до средата на 20 век. Преди това Галилеевите луни са наричани Юпитер 1, 2, 3 и 4.
Галилеевите спътници са:
| Име     | Снимка | Диаметър (км) | Маса (kg)   | Среден орбитален радиус (км) | Орбитален период | Тип        |
| ------- | ------ | ------------- | ----------- | ---------------------------- | ---------------- | ---------- |
| Йо      |        | 3643          | 8,93 × 1022 | 421 800                      | 1,77 дни         | Вулканичен |
| Европа  |        | 3122          | 4,8 × 1022  | 671 100                      | 3,55 дни         | Океански   |
| Ганимед |        | 5262          | 1,48 × 1023 | 1 070 400                    | 7,16 дни         | Океански   |
| Калисто |        | 4821          | 1,08 × 1023 | 1 882 700                    | 16,69 дни        | Океански   |